# Discocyrtus iguapei
Discocyrtus iguapei is een hooiwagen uit de familie Gonyleptidae.